# 1 Mieszana Dywizja Mandżurska Atamana Siemionowa
1 Mieszana Mandżurska Atamana Siemionowa Dywizja (ros. 1-я Сводная Маньчжурская Атамана Семенова дивизия) – jednostka wojskowa białych podczas wojny domowej w Rosji.
18 kwietnia 1919 r. Specjalny Oddział Mandżurski został przemianowany na Specjalną Mandżurską Atamana Siemionowa Dywizję. Od 25 kwietnia tego roku jej nazwa brzmiała Mandżurska Atamana Siemionowa Dywizja. Na jej czele stał gen. mjr Grigorij M. Siemionow, wybrany 9 maja na atamana wojskowego Zabajkalskiego Wojska Kozackiego, zaś funkcję szefa sztabu pełnił płk Nikołaj G. Nacwałow. Dywizja stacjonowała w Czycie. Wchodziła w skład Samodzielnej Armii Wschodnio-Syberyjskiej. Składała się z Brygady Konnej Atamana Siemionowa w składzie 1 Konnego Atamana Siemionowa Pułku i 2 Konnego Atamana Dutowa Pułku, przemianowanego 16 czerwca na 2 Konny Generał Lejtnanta Krymowa Pułk. 6 czerwca dywizja została nazwana Mieszaną Mandżurską Atamana Siemionowa Dywizją. Rozkazem zastępcy dowodzącego wojskami Priamurskiego Okręgu Wojskowego z 1 listopada dywizja została przeorganizowana. 2 Konny Generał Lejtnanta Krymowa Pułk przekazano do Samodzielnej Zabajkalskiej Brygady Strzeleckiej, zaś w skład dywizji wszedł 2 Ussuryjski Pułk Kozacki. Odtąd dywizja składała się z dwóch brygad: strzeleckiej (1 Mandżurski Atamana Siemionowa Pułk Strzelecki, 2 Mandżurski Pułk Strzelecki, batalion jegrów i 1 Lekki Mandżurski Dywizjon Artylerii) oraz konnej (1 Konny Atamana Siemionowa Pułk, 2 Ussuryjski Pułk Kozacki i 1 Konny Mandżurski Dywizjon Artylerii). Dowódcy dywizji podlegały bezpośrednio Mandżurski Oddział Lotniczy, dywizjon inżynierski i Mandżurski Park Artyleryjski. W listopadzie powstał 1 Mandżurski Strzelecki Pułk Artylerii z połączenia dotychczasowych oddziałów artylerii. W grudniu dywizja została przeniesiona do Irkucka. W rejonie miasta toczyła ciężkie walki. 21 marca 1920 r. dywizja została przeformowana w Mandżurską Atamana Siemionowa Brygadę Strzelecką w składzie 1 Mandżurskiego Atamana Siemionowa Pułku Strzeleckiego, 2 Mandżurskiego Pułku Strzeleckiego, 1 Konnego Atamana Siemionowa Dywizjonu, 1 Mandżurskiego Strzeleckiego Pułku Artylerii, Mandżurskiego Dywizjonu Inżynierskiego i kompanii dowódczej. Działała wówczas w rejonie Czyty. 8 maja brygada została rozwinięta w 1 Mieszaną Mandżurską Atamana Siemionowa Dywizję, składającą się z 1 Strzeleckiej Mandżurskiej Atamana Siemionowa Brygady i 2 Brygady Konnej (1 Konny Atamana Siemionowa Pułk, Samodzielny Kazański Dywizjon Dragonów, Samodzielny Symbirski Dywizjon Ułanów, Samodzielny Jekaterynburski Dywizjon Ułanów, 1 Konny Dywizjon Artylerii). Dowodził nią wówczas gen. lejt. Władimir A. Kislicyn. 1 czerwca wszystkim oddziałom dywizji zostało nadane imię atamana Siemionowa. 28 czerwca zostały rozformowane sztaby obu brygad. Od 2 września dywizją dowodził gen. mjr Konstantin P. Nieczajew. 26 stycznia 1921 r. dywizję ponownie przeformowano w brygadę kawalerii w składzie pułku kawalerii, samodzielnego dywizjonu kawalerii i samodzielnego szwadronu artylerii.